# Hayman Nunataks
Gli Hayman Nunataks sono un piccolo gruppo di nunatak, cioè dei picchi rocciosi isolati, situati 11 km a nord del Larkman Nunatak, all'estremità orientale delle Grosvenor Mountains, catena montuosa che fa parte dei Monti della Regina Maud, in Antartide. 
La denominazione è stata assegnata dal Comitato consultivo dei nomi antartici in onore di Noel R. Hayman, componente del Programma Antartico degli Stati Uniti d'America che effettuò studi sull'aurora polare nel 1962 presso la base di Capo Hallett.